# Brest (Lanišće)
Brest (olaszul: Olmeto) falu Horvátországban, Isztria megyében. Közigazgatásilag Lanišćéhez tartozik.

## Fekvése
Az Isztriai-félsziget északi részén a Ćićarija-hegység területén, községközpontjától 12 km-re északnyugatra, a Žbevnica nevű magaslat alatt a szlovén határ közelében fekszik. Itt halad át a Buzetről Vodicébe vezető helyi út.

## Története
A település a középkorban az aquileai pátriárka, majd a goricai grófok uralma alá tartozott. Később a rašpori uradalom részeként velencei birtok volt. Középkori temploma valószínűleg a 14. században épült és a mai templom helyén állt. Lakói főként mezőgazdasággal foglalkoznak, régebben az állattenyésztés, a tejtermelés és a szénégetés volt a fő megélhetési forrás. Lakói áruikat a Trieszti piacra és a környék városaiba szállították. 1857-ben 263, 1910-ben 262 lakosa volt. 2011-ben a falunak 39 lakosa volt.

## Lakossága
| Lakosság változása | Lakosság változása | Lakosság változása | Lakosság változása | Lakosság változása | Lakosság változása | Lakosság változása | Lakosság változása | Lakosság változása | Lakosság változása | Lakosság változása | Lakosság változása | Lakosság változása | Lakosság változása | Lakosság változása | Lakosság változása |
| ------------------ | ------------------ | ------------------ | ------------------ | ------------------ | ------------------ | ------------------ | ------------------ | ------------------ | ------------------ | ------------------ | ------------------ | ------------------ | ------------------ | ------------------ | ------------------ |
| 1857               | 1869               | 1880               | 1890               | 1900               | 1910               | 1921               | 1931               | 1948               | 1953               | 1961               | 1971               | 1981               | 1991               | 2001               | 2011               |
| 263                | 285                | 273                | 290                | 289                | 262                | 0                  | 264                | 184                | 186                | 112                | 65                 | 47                 | 69                 | 48                 | 39                 |

## Nevezetességei
- A Szentháromság tiszteletére szentelt egyhajós temploma 1878-ban épült valószínűleg a középkori templom helyén. Különálló harangtornya mindössze hét méter magas, benne két haranggal. A régi templomból két kis oltárkép és egy harang maradt meg.
- A falu feletti Žbevnica-hegyről nagyszerű kilátás nyílik az Isztriának erre a részére.